# Schmellnricht

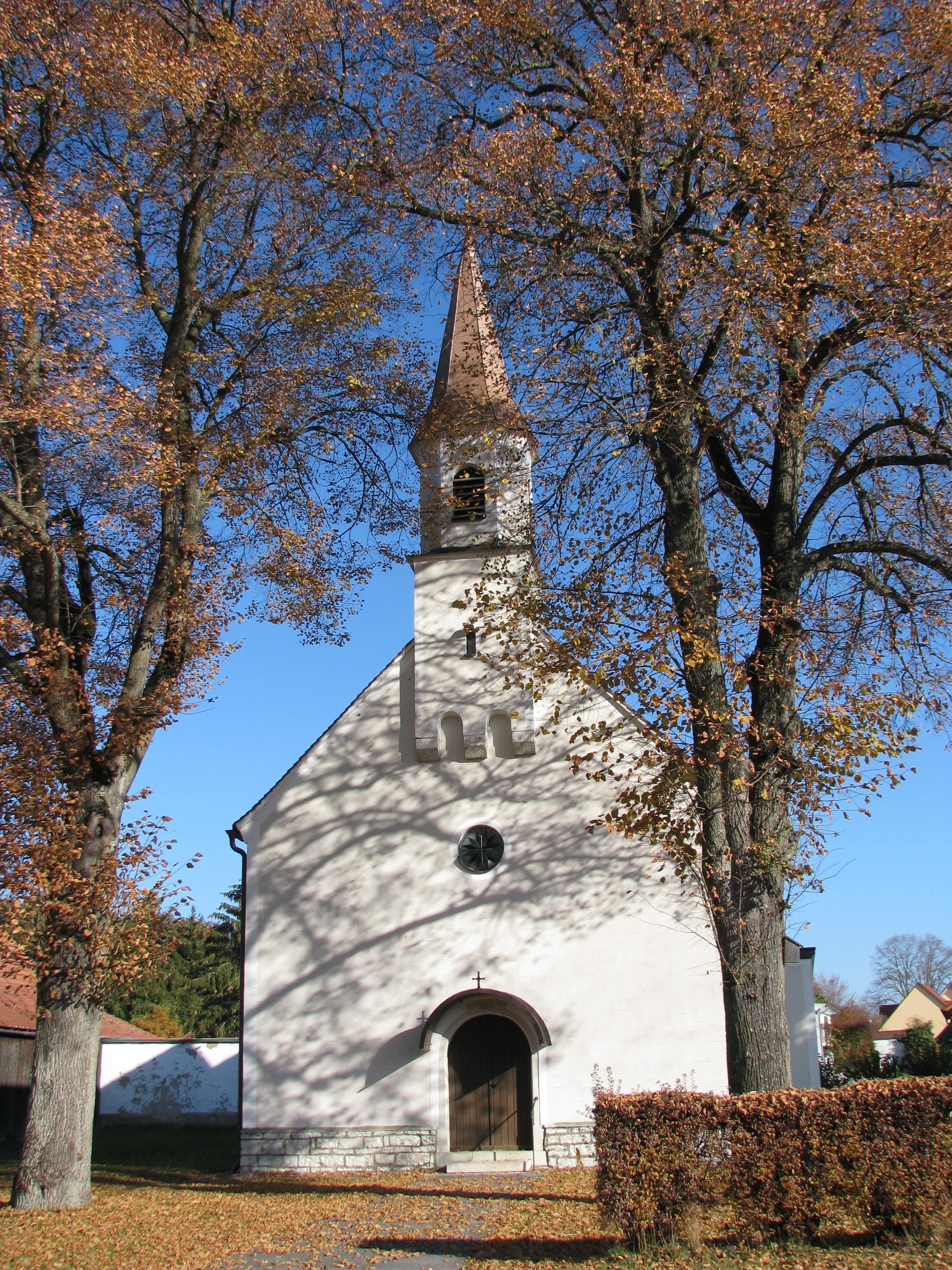
Ortskapelle „Mater dolorosa“

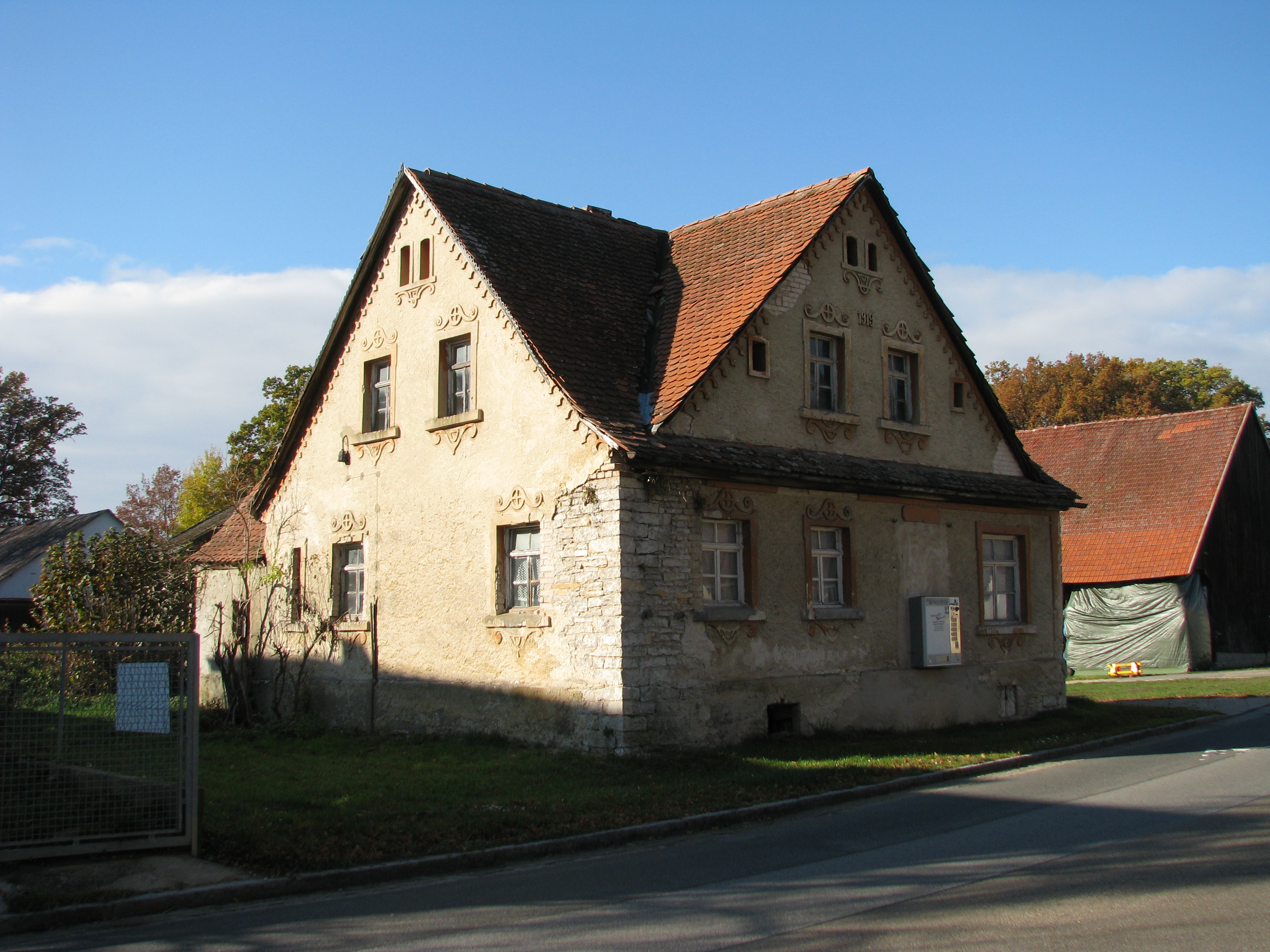
Ein Anwesen in Schmellnricht von 1919

Schmellnricht ist ein Gemeindeteil der Stadt Freystadt im Landkreis Neumarkt in der Oberpfalz in Bayern.

## Ortsnamendeutung
„Schmellnricht“ (früher auch „Schmelariedt/Schmalenried/Smelbenried/Schmellgerreit/Schmellenricht“) ist ein Rodungsname, zusammengesetzt aus „reur/richt“ für „Reutung, Rodung“ und dem mittelhochdeutschen Wort „smele“ für „Schmelchen/Schmalheit“, vielleicht bezogen auf langhalmiges, dünnes Gras. In Unterscheidung zum nahen Dorf Obernricht tritt bis ins 18. Jahrhundert auch die Ortsbezeichnung „Niederried/Nyderreut/Untere Reut genannt Niederreut/Niederricht“ in Erscheinung.

## Lage
Das Reihendorf liegt auf 401 m ü. NHN und östlich der Schwarzach am Stubengraben, einem linken Zufluss der Schwarzach. Durch den Ort führt die Kreisstraße NM 5, von der im Süden des Ortes eine Gemeindeverbindungsstraße zum etwa einen Kilometer entfernten und 50 Meter höher liegenden Freystädter Gemeindeteil Lauterbach abzweigt.

## Geschichte
Der Ort ist erstmals 1389 urkundlich genannt, als Heinrich Schenk von Geyern zu Jettenhofen vom Markgrafentum Brandenburg-Ansbach „die Nieder Reut und das Holtz, die Swal genannt“ als Lehen erhielt, nachdem er zuvor diesen Grundbesitz, sein „eygen“, an Brandenburg-Ansbach veräußert hatte. Die Belehnungen wiederholten sich 1410, 1414 und 1441. Laut einem Jettenhofener Salbuch von 1491 handelte es sich um 13 Untertanen, wobei einer von ihnen zusätzlich zu seinem Gut eine halbe Hube hatte. In der ersten Hälfte des 16. Jahrhunderts kamen die Herren von Hirnheim, die ihren Sitz auf Schloss Jettenhofen hatten, in diesen Besitz. Als das Geschlecht 1585 ausstarb, fiel Schmellnricht als erledigtes Lehen dem Markgrafen anheim und gehörte von diesem Zeitpunkt an zum brandenburgischen Amt Stauf. Diese Güter – drei Höfe und zehn Köblergüter – kaufte der Eichstätter Bischof Johann Konrad von Gemmingen vom Zwischenbesitzer (1610/11) Karl von Birkholz am 1. Januar 1612. Das eichstätt-hochstiftische Amt Jettenhofen war in der Folge für die Hofmark Thannhausen zuständig, zu der die 13 Eichstätter Grundholden in Schmellnricht nun gehörten. Im Dreißigjährigen Krieg wurden die meisten Höfe Schmellnrichts öde; 1644 waren von den 13 Untertanen nur noch zwei Bauern und drei Tagwerker auf kleinen Anwesen vorhanden.
Besitz in Schmellnricht lässt sich auch für das Geschlecht der Wolfsteiner auf der Feste Niedersulzbürg nachweisen. 1713 ist davon die Rede, dass die Mühle, drei Gütlein und ein Tropfhäusl sulzbürgisch seien. Von Sulzbürg gingen diese Untertanen auf Bayern über. 1713 ist auch ein pfalz-neuburgischer Untertan für Schmellnricht nachweisbar; 1729 gehört dessen Söldengut den Herren von (Hilpolt-)Stein.
In der Auseinandersetzung um die Hochgerichtsbarkeit schloss das Hochstift Eichstätt mit Kurbayern, das sich auf die früheren Vogteirechte der 1305 ausgestorbenen Graf Gebhard von Hirschberg über das Amt Jettenhofen berief, am 30. Januar 1767 einen Staatsvertrag ab, in dem das Hochstift die hohe Gerichtsbarkeit unter anderem über Schmellnricht Kurbayern und damit dem Schultheißenamt Neumarkt zugestand. Die grundherrlichen Rechte und die niedere Gerichtsbarkeit blieben beim Kastenamt Jettenhofen des Unteren Hochstifts. Laut einem Lagerbuch von 1786 der Hofmark Thannhausen hatten zu dieser Zeit die nunmehr 17 Eichstätter Grundholden in Schmellnricht folgende Besitzungen: drei Halbhöfe, sechs 1⁄8 Gut und vier 1⁄16 Gut. Dazu waren vier „Leerhäusl“ eichstättisch. 1781 erbaute das Hochstift in Schmellnricht für die Hofmark ein Verwalterhaus, das nach der Säkularisation Wirtshaus wurde. Gegen Ende des Alten Reiches waren zwei Höfe zur Gänze, drei zu 1⁄8, sechs zu 1⁄12 und fünf zu 1⁄16 eichstättisch. Außerdem besaß im Dorf das Pflegamt Hilpoltstein 1⁄16 Gut, die Kabinettsherrschaft Sulzbürg 1⁄4 Gut, 1⁄8 Gut und zwei 1⁄32 Güter. Gemeindlicher Besitz war ein Hirtenhaus.
Nachdem das Fürstentum Ansbach 1792 an die Krone von Preußen gefallen war, versuchte der neue Landesherr, alte Rechtsansprüche, die der Markgraf von Brandenburg-Ansbach an den Fürstbischof von Eichstätt abgetreten hatte, wieder zurückzugewinnen. Der diesbezügliche Streit um Schmellnricht war jedoch noch nicht entschieden, als infolge des Reichsdeputationshauptschlusses zu Regensburg 1802 das Hochstift Eichstätt an das Kurfürstentum Bayern und 1806 an das Königreich Bayern fiel. 1803 wurde aus dem kurpfalz-bayerischen Schultheißenamt Neumarkt, dem die Gemeinde Schmellnricht zugeteilt war, das Landgericht Neumarkt. Bei der Bildung der Steuerdistrikte 1808/09 wurde Schmellnricht dem Steuerdistrikt Großberghausen zugeschlagen, aus dem 1811 die Ruralgemeinde Großberghausen wurde. Dabei blieb es nicht lange: Das Gemeindeedikt von 1818 bildete aus Schmellnricht und den Dörfern Höfen und Obernricht sowie der Einöde Fuchsmühle die Ruralgemeinde Schmellnricht im Landgericht Neumarkt. Diese Zugehörigkeit war ebenfalls nicht von langer Dauer: Zum 9. Oktober 1827 wurde Schmellnricht aus dem Landgericht Neumarkt herausgenommen und dem Landgericht und Rentamt Beilngries (später Bezirksamt, dann Landkreis) unterstellt. Schließlich verlor Schmellnricht 1857 seinen Gemeindestatus und wurde der Ruralgemeinde Lauterbach im Steuerdistrikt Burggriesbach zugeordnet.
Die Landwirtschaft Schmellnrichts war nicht unbedeutend: 1875 wurden von den 108 Einwohnern neun Pferde und 119 Stück Rindvieh gehalten; in der Gemeinde Lauterbach gab es zu dieser Zeit nur ein weiteres Pferd, und zwar in Lauterbach selber.
Mit der Gebietsreform in Bayern wurde die Gemeinde Lauterbach aufgelöst und Schmellnricht zum 1. Juli 1972 in die Stadt Freystadt des oberpfälzischen Landkreises Neumarkt eingemeindet.

### Einwohnerentwicklung
- 1840: 130 (24 Häuser, 1 Mühle)[19]
- 1868: 119 (46 Gebäude)[20]
- 1875: 108 (99 Gebäude)[21]
- 1900: 110 (25 Wohngebäude)[22]
- 1937: 112[23]
- 1961: 126 (24 Wohnungen)[24]
- 1970: 133[25]
- 1987: 126 (35 Wohngebäude, 38 Wohnungen)[26]

## Katholische Kapelle Mater dolorosa
Die Kapelle wurde 1887 von der Ortsgemeinde erbaut; die Erlaubnis dazu hatte das Bistum Eichstätt im Jahr zuvor gegeben. Sie wurde mit einem zweisäuligen Barockaltar (um 1700) ausgestattet, der aus Allersberg angekauft wurde. Das Altarblatt zeigt eine Pietà.
Kirchlich gehörte das Dorf bis ins 16. Jahrhundert zu der seit 1183 dem Kloster Plankstetten inkorporierten Pfarrei Sulzkirchen und ist mit Lauterbach nach Errichtung der Pfarrei Burggriesbach offensichtlich dorthin gepfarrt worden. 1580 kam Schmellnricht zur calvinischen Pfarrei Forchheim, wo 1540 durch das kurpfälzische Schultheißenamt Neumarkt die Reformation eingeführt worden war. Nach der Gegenreformation (1625) wurde Schmellnricht zusammen mit Obernricht, Lauterbach und Höfen 1705/06 der katholischen Pfarrei Burggriesbach und 1805 abermals der seit der Gegenreformation katholischen Pfarrei Forchheim zugewiesen. 1925 erfolgte die erneute Einpfarrung Schmellnrichts in die Pfarrei Burggriesbach, wohin auch die Kinder zur Schule gingen.

## Baudenkmäler
Außer der Ortskapelle gilt das Bauernhaus Schmellnricht B 14 als Baudenkmal; es handelt sich um einen Wohnstallbau des 18./19. Jahrhunderts mit einem Backofen aus der Mitte des 19. Jahrhunderts.
Sehenswert ist auch ein Wohnhaus von 1919 in der Nähe der Ortskapelle.